# Válmíki
Válmíki (Kr. e. utolsó századok?) indiai költő.
Ókori és középkori indiai források őt nevezik meg a Rámájana című eposz szerzőjének, e források szerint remete volt, s egy erdőben élt. Szinte teljesen bizonyos, hogy a valóságban nem létezett, csupán mondabeli személy. Alakja előfordul a Rámájanában is, a hetedik könyv végén (a mű epilógusában) a szerzetes Válmíki neveli fel Ráma eltaszított felesége, Szítá ikerfiait, s tanítja meg nekik az általa szerzett eposzt.

## Magyarul
- Rámájana Dasarátha halála. Epizód Valmiki 2. énekéből; ford. Fiók Károly; Franklin Ny., Bp., 1903
- A halhatatlanság virágfüzére. Részletek a Jóga Vászisthából; ford., tan. Buji Ferenc; Kairosz, Bp., 2011